# Monte Ortobene
Monte Ortobene este o arie protejată (arie de protecție specială avifaunistică — SPA) din Italia întinsă pe o suprafață de 2.159 ha, integral pe uscat.

## Localizare
Centrul sitului Monte Ortobene este situat la coordonatele 40°19′48″N 9°22′44″E / 40.329992°N 9.378954°E.

## Înființare
Situl Monte Ortobene a fost declarat arie de protecție specială avifaunistică în iulie 2009 pentru a proteja 10 specii de animale.

## Biodiversitate
Situată în ecoregiunea mediteraneană, aria protejată conține 5 habitate naturale: Tufărișuri termo-mediteraneene și de pre-deșert, Pseudostepă cu ierburi și specii anuale de Thero-Brachypodietea, Păduri de Quercus ilex și Quercus rotundifolia, Ape stătătoare oligotrofe până la mezotrofe, cu vegetație de Littorelletea uniflorae și/sau de Isoëto-Nanojuncetea, Păduri de Quercus suber.
La baza desemnării sitului se află mai multe specii protejate:
- păsări (8): uliu porumbar (Accipiter gentilis arrigonii), Alectoris barbara, acvilă de munte (Aquila chrysaetos), caprimulg (Caprimulgus europaeus), șoim călător (Falco peregrinus), sfrâncioc roșiatic (Lanius collurio), Sylvia sarda, silvie de tufiș (Sylvia undata)
- amfibieni (1): Discoglossus sardus
- mamifere (1): Cervus elaphus corsicanus

Pe lângă speciile protejate, pe teritoriul sitului au mai fost identificate 5 specii de plante, 38 de specii de păsări.